# Turnhole Clough
Der Turnhole Clough ist ein Wasserlauf in Lancashire, England. Er entsteht an der Nordseite des Boulsworth Hill aus dem Zusammenfluss von Butter Leach Clough und Stack Hill Clough. Er fließt in nördlicher Richtung und bildet bei seinem Zusammentreffen mit dem Smithy Clough den Wycoller Beck.